# Федоров Михайло Олександрович
Миха́йло Олекса́ндрович Фе́доров — молодший лейтенант Збройних сил України, учасник російсько-української війни.

## Нагороди
За особисту мужність і високий професіоналізм, виявлені у захисті державного суверенітету та територіальної цілісності України, вірність військовій присязі, молодший сержант Михайло Федоров відзначений — нагороджений
- орденом «За мужність» III ступеня (3.7.2015)